# Maid in Akihabara
Maid in Akihabara (めいどinあきはばら Meido in Akihabara?) es una serie de televisión japonesa en seis episodios producido en 2005 y presentado desde el 24 de febrero de 2006 en NETCINEMA.TV. Cada episodio dura 14 minutos y el escenario principal es la localidad de Akihabara en Tokio.

## Argumento
Saki Shinohara, una antigua chica de cantina, intenta encontrar un nuevo trabajo y una nueva vida para esconderse de un grupo de mafiosos yakuza. Al llegar a Akihabara se da cuenta de que su nuevo trabajo es atender un restaurante cosplay llamado Meido no miyage (Maid's Gift) como una meido. A partir de este momento entra en conflicto con las otras empleadas del restaurante e intenta adaptarse en un ambiente extravagante e incómodo para ella, rodeado de clientes otaku que convierten a Saki en una ídolo del restaurante por su personalidad moé. Sin embargo, los yakuza encuentran a Saki y deciden ocupar el restaurante a la fuerza para convertirlo en una nueva base en Akihabara. Al final, Saki junto con los empleados y clientes del restaurante evitan este plan y los yakuza deciden convertirse en socios del restaurante.

## Lista de episodios
1. What kind of special service? (それって特殊なサービス? Sorette tokushuna saabisu??)
2. What's this 'moe' thing all about? (萌えってー体なんなの? Muettee tai ranrano??)
3. Let's Have a Competition for Number One Maid! (全国NO,1メイド決定戦だ~ Zenkoku NO, 1 meido ketteisan da~?)
4. We Shall Be Free! Oh! (自由を我らに!オ~! Jiyuu o warera ni! O~!?)
5. Operation: Yakuza Ambush (ヤクザ邀撃作戦! Yakuza jougeki sakusen!?)
6. Holy War (聖戦 Seisen?)

## Personajes

### Meido
- MAKO - Saki Shinohara
- Risa Odagiri - Miyabi
- Mariko Fujita - Himeko

### Otros
- Kentarō Nakakura - Hajime
- Takeshi Yoshioka - Maeno
- Yūichi Koshimura - Kado Shirogawa